# Felix Hallensleben
Christian Eberhard Clamer Felix Hallensleben (* 25. Februar 1860 in Greußen; † 13. November 1926 in Sondershausen) war ein deutscher Jurist und Politiker.

## Leben
Als Sohn eines Rechtsanwalts geboren, studierte Hallensleben nach dem Besuch der Gymnasien in Eisenach und Sondershausen Rechtswissenschaften in Jena und Berlin. Während seines Studiums wurde er in Jena 1879 Mitglied der Burschenschaft Arminia auf dem Burgkeller. Nach seinen Examina 1882 und 1889 wurde er Rechtsanwalt und Notar in Greußen, dann in Arnstadt. 1901 wurde er Justizrat und 1906 als Direktor Vorstandsmitglied der „Schwarzburgischen Hypothekenbank“ (gegründet 1895) in Sondershausen. Nach der Übernahme der Bank 1921 durch die „Gothaer Grundcreditbank“ arbeitete er wieder als Rechtsanwalt und Notar in Sondershausen. Von 1904 bis 1919 war er vom Fürsten auf Lebenszeit ernannter Abgeordneter des Schwarzburg-Sondershäuser Landtags, in dem er von 1896 bis 1907 als Landtagssyndikus, dann bis 1919 als Landtagsvizepräsident wirkte.